# Импрессионистская драма
Импрессионистская драма — характерными чертами этой драмы являются крайний индивидуализм и субъективизм, преобладание пассивного восприятия над элементами мысли и воли, эстетизм и чрезвычайная утончённость нервной системы.
Эти черты определяют импрессионистскую драму как особое явление импрессионистского стиля культуры на рубеже XIX-XX веков, сложившееся в крупных городах (Берлин, Вена, Париж, Лондон).
В первичной стадии своего развития импрессионизм выдвигает в драме образы лишних людей, одиноких искателей, обречённых неудачников, разочарованных мечтателей и т. п. безвольных, пассивных персонажей (например, драмы А. Гольца, пьесы Г. Гауптмана). Пассивность мироощущения действующих лиц вызывает замену «героев» прежних драматургических систем изображением среды, которая и определяет жизнь персонажа независимо от его воли.
Преобладание пассивного восприятия над элементами мысли и воли ведёт драму к отказу от стройно развивающегося действия, исключает изображение внешних событий и ярких волевых конфликтов и направляет драматическое построение к анализу «настроений», к самоуглублению, к рассмотрению тонких лирических оттенков душевного состояния, что лишает драму динамики и придаёт ей статичный, неподвижный характер «картины». Пьеса распадается на ряд отдельных сцен, насыщенных лиризмом и не скрепляемых между собой логическими звеньями. Диалог устремляется к передаче мельчайших, разрозненных впечатлений, к регистрации их «от секунды к секунде» (по выражению А. Гольца), вне связи с предшествующими и последующими.
В дальнейшем развитии импрессионистская драма становится асоциальной, насыщается ницшеанством, культом личности и презрением к демократии, соприкасается с настроениями богемы и эстетизмом части интеллигенции крупных городов. Обострение социальных противоречий сказывается в драме венских импрессионистов-декадентов, группировавшихся вокруг драматурга и теоретика импрессионизма Г. Бара и нашедших в творчестве А. Шницлера наиболее полное отражение своих исканий.
Драма устремляется к маленьким одноактным пьесам, фиксирующим упадочные настроения в ряде быстро сменяющихся картин, рассчитанных на небольшие, «интимные» театры. Диалог дробится на мелкие, отрывочные фразы, нанизывающие непосредственные впечатления на избранную лирическую тему. Драматические персонажи не раскрываются в развивающихся образах, а лишь намечаются в беглых очертаниях, и намек на предмет заменяет его изображение в четких контурах. «Мимолетность впечатлений» становится господствующим принципом драматической композиции, и отдельные мелкие сцены повторяют основную тему в разных вариациях, как например, в одноактной пьесе А. Шницлера «Хоровод» (1903), где в десяти диалогах вскрывается физиология любви, показанная в различных оттенках, в преломлении различных слоев городского населения (проститутка, солдат, горничная, буржуа, поэт, граф).
Распыленная на мелькающие картины драма изображает усталых и пресыщенных людей, изнеженных эстетов, выдумывающих свои страсти, внутренне опустошенных и обреченных на умирание. Прикрытая красивыми фразами и изящной обработкой речи упадочническая «игра в жизнь» находит своё выражение в сценах, подкрепляемых музыкой и живописью художников-импрессионистов, вступающих в это время в театральную работу. Сочетание эстетизма, аморализма и нервно-обостренной эротики оформляется в драматической форме «королём эстетов» О. Уайльдом в его одноактной пьесе «Саломея» (1896), обошедшей все европейские сцены и обретшей своё естественное дополнение в музыке импрессиониста Р. Штрауса (опера «Саломея», 1905).
Существенный признак импрессионистской драмы — раздробление пьесы на серию мелких сцен с немногими напряженными репликами действующих лиц — характерен и для актёра-драматурга Ф. Ведекинда, вышедшего из литературной богемы Мюнхена. Но серьёзность трактовки центральной для него проблемы пола (например, «Пробуждение весны», 1892), показ разложения буржуазного общества и негодующее осуждение его отделяют Ведекинда от импрессионистов, примирявшихся в своем усталом скептицизме с изображаемыми ими обывателями и сближает его с позднейшими экспрессионистами, во многом использовавшими технику импрессионистской драмы.